# Ligier JS27
O  JS27  é o modelo da Ligier da temporada de 1986 da F1. Condutores: René Arnoux, Jacques Laffite e Philippe Alliot. 

## Resultados[1]
(legenda) 
| Ano  | Chassi | Motor                 | Pneus | N° | Pilotos         | 1   | 2   | 3   | 4   | 5   | 6   | 7   | 8   | 9   | 10  | 11  | 12  | 13  | 14  | 15  | 16  | Pontos | Posição |  |
| ---- | ------ | --------------------- | ----- | -- | --------------- | --- | --- | --- | --- | --- | --- | --- | --- | --- | --- | --- | --- | --- | --- | --- | --- | ------ | ------- |  |
|      |        |                       |       |    |                 |     |     |     |     |     |     |     |     |     |     |     |     |     |     |     |     |        |         |  |
|      |        |                       |       |    |                 | BRA | ESP | SMR | MON | BEL | CAN | EUA | FRA | GBR | GER | HUN | AUT | ITA | POR | MEX | AUS |        |         |  |
| 1986 | JS27   | Renault EF15 V6 Turbo | P     | 25 | René Arnoux     | 4   | Ret | Ret | 5   | Ret | 6   | Ret | 5   | 4   | 4   | Ret | 10  | Ret | 7   | 15† | 7   | 29     | 5º      |  |
| 1986 | JS27   | Renault EF15 V6 Turbo | P     | 26 | Jacques Laffite | 3   | Ret | Ret | 6   | 5   | 7   | 2   | 6   | Ret |     |     |     |     |     |     |     | 29     | 5º      |  |
| 1986 | JS27   | Renault EF15 V6 Turbo | P     | 26 | Philippe Alliot |     |     |     |     |     |     |     |     |     | Ret | 9   | Ret | Ret | Ret | 6   | 8   | 29     | 5º      |  |

† Completou mais de 90% da distância da corrida.